# Rolf Bergmeier (Autor)
Rolf Bergmeier (* 1940 in Oberhausen) ist ein kirchenkritischer Autor mit Schwerpunkt auf der Kirchengeschichte der Spätantike.

## Leben
Bergmeier war Berufssoldat der Bundeswehr und unter anderem im Bundesverteidigungsministerium in Bonn sowie bei NATO-Stellen in Brüssel tätig. Im Jahre 1989 schied er mit dem militärischen Rang eines Obersts im Generalstabsdienst aus den Streitkräften aus. Er studierte Informationstechnik bei der Gesellschaft für Mathematik und Datenverarbeitung und arbeitete anschließend als Systemanalytiker in der Industrie.
Von 2004 bis 2008 studierte er Alte Geschichte und Philosophie an der Johannes-Gutenberg-Universität Mainz und schloss das Studium mit dem Magister ab.
Bergmeier beschäftigt sich in seinen Büchern vor allem mit der Spätantike und dem Frühmittelalter. Er versucht, seine Leser über verbreitete Geschichtsmythen aufzuklären und wirft einzelnen Althistorikern vor, kein wissenschaftliches Korrektiv zur „Kirchengeschichte der Gläubigen“ geliefert zu haben. Sein Buch Schatten über Europa (2011), über die aus seiner Sicht negativen kulturellen Folgen der Christianisierung, wurde in einem historischen Fachforum im Kontext der antiken Grundlagen der neuzeitlichen Schule erwähnt. Das Buch wurde auch in der taz vorgestellt. Außerdem besprechen religionskritische Medien seine Bücher teilweise empfehlend, teilweise auch kritisch. Das Buch Schatten über Europa galt in einer Rezension im Magazin Diesseits.de als „einseitig und polemisch“.
Rolf Bergmeier ist verheiratet, hat zwei Kinder und bezeichnet sich als Agnostiker.

## Publikationen (Auswahl)
- Der Untergang des Hochmuts. Scheffler, Herdecke 2001, ISBN 3897041626
- Kirchenkrise hausgemacht. Warum sich die Kirchen leeren und was sie dagegen tun können. Historia Verlag (Fachverlag für Kirchenkritik), Ulm 2004, ISBN 3980869121
- Kaiser Konstantin und die wilden Jahre des Christentums. Die Legende vom ersten christlichen Kaiser. Alibri Verlag, Aschaffenburg 2010, ISBN 3865690645
- Schatten über Europa. Der Untergang der antiken Kultur. Alibri Verlag, Aschaffenburg 2011, ISBN 3865690750
- Christlich-abendländische Kultur – eine Legende. Über die antiken Wurzeln, den verkannten arabischen Beitrag und die Verklärung der Klosterkultur. Alibri Verlag, Aschaffenburg 2013, ISBN 3865691641
- Karl der Große. Die Korrektur eines Mythos. Tectum, Marburg 2016, ISBN 978-3-8288-3661-7
- Die CO2-Falle. Deutsche Klimapolitik und ihre Folgen. tredition, Hamburg 2020 (2. Auflage 2021), ISBN 978-3-3472-5126-7